# Хельсинкские соглашения
Заключительный акт Совещания по безопасности и сотрудничеству в Европе (англ. Final Act of the Conference on Security and Cooperation in Europe), также известный как Хельсинкский заключительный акт (англ. Helsinki Final Act), Хельсинкские соглашения (англ. Helsinki Accords) или Хельсинкская декларация (англ. Helsinki Declaration) — документ, подписанный главами 35 государств в столице Финляндии городе Хельсинки 30 июля — 1 августа 1975 года. Совещание было созвано в 1973 году по инициативе Финляндии.

## Заключительный акт
Текст заключительного акта доступен на многих языках, и, в частности, на русском.
Межгосударственные договорённости сгруппированы в несколько разделов:
- в международно-правовой области: изложение и закрепление принципов взаимоотношений между государствами-участниками, в том числе принципа нерушимости границ; территориальная целостность государств; невмешательство во внутренние дела иностранных государств;
- в военно-политической области: согласования мер укрепления доверия в военной области (предварительные уведомления о военных учениях и крупных передвижениях войск, присутствие наблюдателей на военных учениях); мирное урегулирование споров;
- в экономической области: согласование основных сфер сотрудничества в области экономики, науки, техники и защиты окружающей среды;
- в гуманитарной области: согласование обязательств по вопросам прав человека и основных свобод, в том числе свободы передвижения, контактов, информации[Ком. 2], культуры и образования, право на труд, право на образование и медицинское обслуживание; равноправие и право народов распоряжаться своей судьбой, определять свой внутренний и внешний политический статус.

## Влияние
Данный акт рассматривался как важный шаг к снижению напряжённости времён холодной войны, а также как тогдашний серьёзный дипломатический импульс для СССР из-за положений документа о нерушимости национальных границ и уважении территориальной целостности, которые, как считалось, укрепляли территориальные завоевания СССР в Восточной Европе после Второй мировой войны. Учитывая возражения Канады, Испании, Ирландии и других государств, в Заключительном акте просто говорилось, что «границы» в Европе должны быть стабильными, однако они могут изменяться мирными внутренними средствами:65. Президент США Джеральд Форд также подтвердил, что политика США в отношении непризнания принудительного присоединения Литвы, Латвии и Эстонии к Советскому Союзу не изменилась. С аналогичными заявлениями выступили лидеры других стран-членов НАТО:65.
Часть соглашения о гражданских правах послужила основой для работы Helsinki Watch — независимой неправительственной организации, созданной для наблюдения за соблюдением Хельсинкских соглашений, которая превратилась в несколько региональных комитетов, в конечном итоге сформировав Международную хельсинкскую федерацию по правам человека и Human Rights Watch. В то время как эти положения применялись ко всем подписавшим, внимание было сосредоточено на их применении к СССР и странам-участникам Организации Варшавского договора, включая Болгарию, Чехословакию, ГДР, Венгрию, Польшу и Румынию. 
На практике советское правительство значительно подчинило своей воле верховенство права, гражданские свободы, защиту закона и гарантии собственности, которые советские теоретики права, такие как Андрей Вышинский, считали образцами «буржуазной морали». СССР подписал юридически обязательные документы по правам человека, но они не были широко известны и доступны людям, живущим при коммунистическом режиме, и не воспринимались всерьёз коммунистическими властями:117. Правозащитники в СССР регулярно подвергались преследованиям, репрессиям и арестам.
Советская пропаганда представила Заключительный акт как великий триумф советской дипломатии и лично Леонида Брежнева:65.
Албания отказалась от участия в соглашениях. Её лидер Энвер Ходжа утверждал: «Все сателлиты Советов, за исключением разве что болгар, хотят разорвать оковы Варшавского договора, но не могут. Тогда их единственная надежда — это то, что позволяет им хельсинкский документ, то есть укреплять свою дружбу с Соединёнными Штатами Америки и Западом, добиваться от них инвестиций в виде кредитов и импорта их технологий без каких-либо ограничений, позволить церкви занять прежнее место, углубить нравственное вырождение, усилить антисоветизм, и Варшавский договор останется пустой яичной скорлупой».
Хельсинкские соглашения послужили основой для более поздней Организации по безопасности и сотрудничеству в Европе (ОБСЕ), созданной в 1995 году в соответствии с Парижской хартией 1990 года.